# كريستين مورو
كريستين مورو (بالإنجليزية: Christine Morrow)‏ هي فنانة تشكيلية أسترالية، ولدت في 1971.